# کارمن (خواننده)
کارمن (انگلیسی: Carman؛ (زادهٔ ۱۹ ژانویهٔ ۱۹۵۶ – درگذشتهٔ ۱۶ فوریهٔ ۲۰۲۱) موسیقی‌دان اهل ایالات متحده آمریکا بود که از سال ۱۹۸۲ میلادی تا زمان مرگ مشغول فعالیت بود. 
کارمن در ۱۶فوریه سال ۲۰۲۱پس از یک سری عوارض ناشی از جراحی برای ترمیم فتق هیاتال و  ۲۸روز پس از  ۶۵ سالگی‌اش ، در بیمارستانی در لاس وگاس ، نوادا درگذشت.